# Агей Аргоський
Агей або Агіс (*Ἀγεύς, д/н —після 315 до н. е.) — давньогрецький атлет, бігун, переможець Олімпійської гри.

## Життєпис
Був громадянином Аргосу. Стосовно його виступів замало відомостей. Переміг у довгому бігу (доліхос) на 113 Олімпійських Іграх (328 року до н. е.). На радощах Агей побіг додому повідомити землякам, що вперше майже за 200 років їх місто уславилося отриманням олімпійського вінка. Переміг він вранці, до Аргосу прибіг під вечір — відстань у 110 км Агей пробіг за 9 годин. Швидкість становила десь 12,2 км на год.
У 315 році до н. е. переміг у бігу на святі Лікайя, що відбувалося біля гори Лікайон в Аркадії. Про подальшу долю Агея відсутні відомості.